# Catering International Services
 (décembre 2018).
Si vous disposez d'ouvrages ou d'articles de référence ou si vous connaissez des sites web de qualité traitant du thème abordé ici, merci de compléter l'article en donnant les références utiles à sa vérifiabilité et en les liant à la section « Notes et références ».
Catering International & Services ou CIS, est un Groupe français familial spécialisé dans la gestion de bases-vie en milieux extrêmes, onshore et offshore, pour les entreprises de l'énergie, d'hydrocarbures, des mines, de la construction ,des institutions et gouvernements. En 2024, CIS gère +380 sites d'opérations dans 20 pays. Elle est cotée à la bourse de Paris. 

## Historique
Catering International & Services (CIS), fondée et dirigée par Régis Arnoux depuis 1992, a commencé ses activités internationales en 1993 avec ses premiers contrats en Russie et au Kazakhstan. En 1998, CIS a été introduite en Bourse. Deux ans plus tard, l'entreprise s'est implantée au Brésil, suivie en 2001 par un développement en Afrique avec un contrat record au Tchad. En 2002, CIS a reçu le Prix de l’Audace Créatrice remis par le Président de la République Française au Palais de l’Elysée. L'année suivante, le magazine Forbes a classé CIS parmi les 200 meilleures entreprises mondiales. En 2005, CIS a conclu un contrat majeur en Mongolie en partenariat avec le Groupe mongol Tavan Bogd. En 2006, l'entreprise a acquis la société de catering CIEPTAL en Algérie. En 2008, CIS a développé ses activités minières dans le Pacifique, en Nouvelle-Calédonie, et en 2011, elle a poursuivi ce développement dans les mines en Mauritanie. En 2018, CIS a célébré les 10 ans de sa fondation d'entreprise et les 20 ans de sa cotation à la Bourse de Paris. En 2019, l'entreprise s'est implantée aux Bahamas, au Malawi et au Sénégal, puis en 2020 au Cameroun et au Gabon. En 2021, CIS a étendu ses opérations au Congo Brazzaville. En 2022, le Groupe CIS a célébré ses 30 ans d'existence. Enfin, en 2023, Yannick Morillon a été nommé Directeur Général du Groupe CIS.

## Activités
Le Groupe CIS accompagne les acteurs majeurs des secteurs des énergies, des mines, de la construction ,des institutions et gouvernements à chaque étape de leurs projets, dans des environnements urbains, industriels, offshore ou onshore les plus isolés, dans près de 20 pays.  
Intégrateur de services, CIS a développé une gamme complète de services et solutions clés en main, pour apporter tout le confort et la sécurité aux résidents et contribuer à la performance de ses clients, dans la gestion quotidienne de leurs sites.  

## Actionnaires
| Nom            | %     |
| Famille Arnoux | 53,50 |
| Famille Aloyan | 13,60 |
| Public         | 29,70 |
| Autocontrôle   | 03,20 |

Mise à jour 2024.